# Cronos
Cronos – brytyjska grupa wykonująca muzykę z pogranicza thrash i power metalu. Powstała w 1987 roku z inicjatywy wokalisty i basisty Conrada Lanta (ps. Cronos) po odejściu z poprzedniej grupy Venom. W 1995 roku formacja została rozwiązana.

## Dyskografia
- Dancing in the Fire (1990, Neat Records)
- Rock n' Roll Disease (1991, Neat Records)
- Venom (1995, Neat Records)
- Hell to the Unknown: Anthology (2006, Castle Communications)